# Dendromus oreas
Dendromus oreas es una especie de roedor de la familia Nesomyidae.
Apenas puede ser encontrada en Camerún.
Su hábitat natural son las praderas de altitud subtropicales o tropicales. Esta especie está amenazada por pérdida de hábitat.